# Dissipazione
La dissipazione, nella meccanica del continuo, è una grandezza estensiva definita come il lavoro di deformazione dello sforzo di taglio che causa una conversione di energia meccanica in energia interna. Corrisponde nella meccanica newtoniana al lavoro di attrito: si tratta di una forma di lavoro e non di calore poiché non dipende né direttamente né attraverso una legge costitutiva dalla temperatura.
Viene misurata in joule nel sistema internazionale.

## Definizione
Il rateo di dissipazione di un sistema è definito come l'integrale sul suo volume di controllo dell'opposto dello sforzo di taglio saturato col gradiente di velocità macroscopica:
{\displaystyle {\frac {\partial D}{\partial t}}=-\int _{V}{\bar {\bar {\tau }}}:\nabla \langle {\bar {v}}\rangle \operatorname {d} r}
Perciò la dissipazione è l'integrale temporale della precedente:
{\displaystyle D=-\iint _{V\Delta t}{\bar {\bar {\tau }}}:\nabla \langle {\bar {v}}\rangle \operatorname {d} r\operatorname {d} t}

## Impiego
La dissipazione compare come termine di sorgente sia nel bilancio di energia meccanica che nel bilancio di energia interna:
{\displaystyle :{\begin{cases}\rho {\frac {D\langle z\rangle }{Dt}}-\rho {\frac {\partial \langle \phi \rangle }{\partial t}}+\nabla \cdot ({\bar {\bar {\sigma }}}\cdot \langle {\bar {v}}\rangle )-p\nabla \cdot \langle {\bar {v}}\rangle -{\bar {\bar {\tau }}}:\nabla \langle {\bar {v}}\rangle =0\\\rho {\frac {D\varsigma _{V}T}{Dt}}+\nabla \cdot {\bar {q}}+p\nabla \cdot \langle {\bar {v}}\rangle +{\bar {\bar {\tau }}}:\nabla \langle {\bar {v}}\rangle =0\end{cases}}}
Nel primo caso costituisce una sorgente negativa, nel secondo una sorgente positiva: la dissipazione causa una trasformazione di energia da meccanica in interna.

## Approssimazione zero
Se per il sistema vale la legge di Pascal, esso non manifesta dissipazioni. L'unico termine di trasformazione energetica rimane il lavoro termodinamico.

## Prima approssimazione
Se per il sistema vale la legge di Newton, la dissipazione diventa quadratica nel gradiente di velocità macroscopica, e proporzionale alla viscosità:
{\displaystyle D=\iint _{V\Delta t}\mu \nabla \langle {\bar {v}}\rangle :\nabla \langle {\bar {v}}\rangle \operatorname {d} r\operatorname {d} t}